# Menschenwerk
Menschenwerk (koreanisch 소년이 온다 RR Sonyeoni onda, wörtliche Übersetzung: Der Junge kommt) ist ein Roman der Literaturnobelpreisträgerin Han Kang. Schwerpunkt der Handlung ist der Gwangju-Aufstand im Mai 1980, der vom südkoreanischen Militär gewaltsam niedergeschlagen wurde. Der Roman wurde in Südkorea im Jahr 2014 veröffentlicht und in zahlreiche Sprachen übersetzt.

## Inhalt und Hintergrund
Der inhaltliche und geschichtliche Hintergrund des Romans Menschenwerk besteht aus den Geschehnissen des Gwangju-Aufstandes. Dieses Ereignis, ein Wendepunkt in der Geschichte Südkoreas, begann am 18. Mai 1980, als der damals amtierende südkoreanische Militärmachthaber Chun Doo-hwan seine Truppen wahllos auf demonstrierende Studenten schießen ließ. In den folgenden Tagen eskalierte die Situation: Die Bevölkerung der Stadt Gwangju solidarisierte sich mit den Studenten, gleichzeitig setzten die Soldaten ihr Massaker fort und töteten bis zu zweitausend Menschen.
Zentrale Figur des Romans ist der 15-jährige Schüler Dong Ho, der mit einem gleichaltrigen Freund in einen Demonstrationszug gerät. In dem Augenblick, als die ersten Schüsse fallen, lässt Dong Ho die Hand seines Freundes los. Als der Freund erschossen wird, fühlt sich Dong Ho mitschuldig. Später hilft er, die Erschossenen zu bergen und in eine Schule zu bringen, wo Verwandte sie identifizieren können. Dabei lernt er andere Helfer kennen: Eine gewerkschaftlich engagierte Schneiderin und eine 18-jährige Schülerin, die sich beide ebenfalls um die Toten kümmern, sowie den Studenten Jin Su, der den Widerstand organisiert. Schließlich bringen die Soldaten die Schule in ihre Gewalt, und auch Dong Ho wird erschossen, während die anderen Demonstrationsteilnehmer überleben. In Rückblicken, datiert auf die Folgejahre des Massakers, erzählen sie von ihren Erlebnissen und Gefühlen. Haft und Folter, Depression, Einsamkeit, Schuldgefühle, ein Überlebensschuld-Syndrom sowie die Unmöglichkeit eines normalen Weiterlebens kommen zur Sprache.
Han Kang ist in Gwangju geboren und bis zu ihrem zehnten Lebensjahr dort aufgewachsen. Vor dem Massaker waren ihre Eltern nach Seoul gezogen und hatten ihr Haus an die Familie von Dong Ho verkauft. Somit wird eine reale Figur zum Auslöser für die Niederschrift des Romans. Die Autorin gibt dem kollektiven Leid ein persönliches Gesicht und wehrt sich dagegen, dass die Toten den Lebenden nur als Zahlen im Gedächtnis haften bleiben.

## Ausgaben
- Deutsch: Menschenwerk. Roman. Übers. v. Ki-Hyang Lee. Aufbau, Berlin 2017, ISBN 978-3-351-03683-6.[2]